# 阿尔杰·希斯
阿尔杰·希斯（英語：Alger Hiss；1904年11月11日—1996年11月15日），美国政府官员，他于1948年被指控为苏联间谍，并于1950年被指控作伪证，入狱五年。

## 生平
希斯是德國裔美國人，五世祖在西元一七二九年從德國移居美國. 家族姓氏的拼法也從Hesse 改為Hiss.

## 著作
- 《在舆论的法庭里》（1957年）
- 《一生的回忆》（1988年）